# ソラリゼーション
ソラリゼーション（solarisation）とは、写真の現像時における1つの現象。現像時に、露光をある程度過多にすることにより、モノクロの写真作品の白と黒が反転する現象。意図的に行われ、その結果、白黒が（部分的に）反転した作品のこともソラリゼーションと呼ぶ。
ソラリゼーションと疑似ソラリゼーションは、異なる効果である。時が経過するにつれて、疑似ソラリゼーションは、写真暗室サークルや議論によって否定、排除されていった。マン・レイが写真の現像中に、助手であり愛人だったリー・ミラーが現像をしていた部屋のドアを誤って開けてしまったが、その結果生じたものを、マン・レイは「失敗作」とは考えず1つの効果として評価した、ということをその始まりとする説もある。
また、19世紀中頃にアントワーヌ・サバティエ（Antoine Sabattier）が始めたという説もあり、「サバティエ効果」と呼ばれることもある。どの程度の露光でどの程度の白黒反転が起こるのかが予測できないこともあり、シュルレアリスムと近接性が存在する。